# پسوه
پسوه، روستایی است از توابع بخش لاجان و در شهرستان پیرانشهر استان آذربایجان غربی ایران. این روستا با ارتفاع ۱,۴۹۰ متر در ۸۸ کیلومتری جنوب شرقی ارومیه و ۲۰ کیلومتری شمال شرقی پیرانشهر، سر راه مهاباد به لاجان قرار دارد. اقلیم آن معتدلِ مایل به سرد و نیمه‌مرطوب است.

## نام
برخی نام آبادی پسوه را اخذ شده از واژة اکدی پارسوا (نام سرزمینی که در 834 ق م اراضی واقع در جنوب و جنوب غربی دریاچة ارومیه را شامل می شد) به معنای «خطه » و «مرز و کنار» می دانند. به نظر می رسد شهر بسوی  که یاقوت حموی در قرن هفتم آن را شهری از آذربایجان کنار خان خاصبک آورده و حمدالله مستوفی در قرن هشتم آن را یکی از چهار شهر تومان مراغه ذکر کرده است ــ همان پسوة امروزی باشد.

## پیشینه تاریخی
.
در متون زمان آشور ناسیراپال دوم محل کشور پارسوا به بخش‌های جنوبی کشور زاموا می‌خورد. این نکته لازم است تصریح شود که بر خلاف عقیدهٔ رایج تنها وجه‌مشترک لفظ پارسوا با پارس این است که هر دو اصطلاح به معنی مرز و کنار می‌باشند. پارسوا جنوبی‌تر از زاب کوچک و در دیاله علیا قرار داشته و از یک سو با نواحی مختلف نامار و توپ‌لیاش در دیالهٔ وسطا و سفلی و از دیگر سو با ماننا و ناحیه‌های مختلف متمایل به ماننا و بالاخره با نواحی مختلفهٔ ماد هم‌مرز بوده. و همچنین از کتیبه‌های اورارتویی مشهود است که پارسوا میان ماننا و سرزمین بابلی نامار قرار داشته. از مجموع مراتب فوق چنین نتیجه گرفته می‌شود که پارسوا را باید در حدود سنندج کنونی جستجو کرد.

### قلعه پسوه
در فرهنگ دهخدا آمده‌است که قلعه پسوه . [ق َ ع َ پ َس ْ وَ] (اِخ) دهی است از دهستان لاهیجان بخش حومهٔ شهرستان مهاباد، واقع در ۳۸۵۰۰گزی باختر مهاباد و ۱۳۵۰۰ گزی خاور شوسهٔ خانی به نقده. موقع جغرافیایی آن کوهستانی و هوای آن معتدل مالاریایی و دارای ۷۸۲ تن سکنه است. آب آن از رودخانهٔ آواجیر و محصول آن غلات، توتون، حبوب و شغل اهالی زراعت و گله داری و صنایع دستی زنان جاجیم بافی است. راه ارابه رو دارد. (از فرهنگ جغرافیایی ایران ج ۴).

## ترکیب اجتماعی
“غلامعلي شاملو” در مأموريتي كه از اداره كل موزه‌ها و فرهنگ عامه هنرهاي زيباي كشور در تابستان سال ۱۳۴۱ خورشيدي به او عطا شده است، گذری بر مردم شناسی روستای پسوه داشته است: او این چنین شروع می کند: ايل مامش در سرزمين كوهستاني و خوش آب و هواي ميان پیرانشهر و نقده زندگي مي‌كنند. اين ايل در سرزميني كه از شمال به «سندوس» و از جنوب به پیرانشهر و از مشرق به مهاباد و آباديهاي پيرامون سقز و از مغرب به اشنويه پيوسته است مي‌نشينند و در يكصد و سي ده زندگي مي‌كنند. یک از این روستاها پسوه است.

### جمعیت
این روستا در دهستان لاهیجان شرقی قرار داشته و تا سال ۹۱ بیش از ۳۵۰۰ نفر جمعیت را در خود جای داده‌است.